# جون ماكغيدي
جون ماكغيدي (بالإنجليزية: John McGeady)‏ هو لاعب كرة قدم بريطاني في مركز نصف الجناح، ولد في 17 أبريل 1958 في غلاسكو في المملكة المتحدة. لعب مع شيفيلد يونايتد ونادي لانارك الثالث ونيوبورت كونتي.